# Uvaroviella nouragui
Uvaroviella nouragui är en insektsart som först beskrevs av Desutter-grandcolas 1992.  Uvaroviella nouragui ingår i släktet Uvaroviella och familjen syrsor. Inga underarter finns listade i Catalogue of Life.